# Aaron Naber

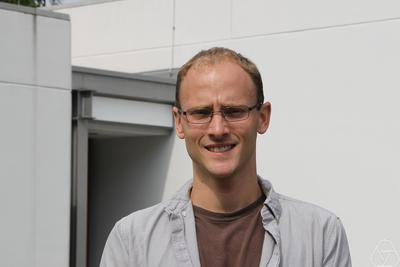
Aaron Naber 2015 am MFO

Aaron C. Naber (* 16. November 1982) ist ein US-amerikanischer Mathematiker und mathematischer Physiker.
Aaron Naber studierte Mathematik an der Pennsylvania State University mit dem Bachelor-Abschluss 2005 und wurde 2009 an der Princeton University bei Gang Tian promoviert (Ricci solitons and collapsed spaces). Von 2009 bis 2012 war er Moore-Instructor am Massachusetts Institute of Technology, an dem er 2012 Assistant Professor wurde. 2013 wurde er Associate Professor und 2015 Kenneth F. Burgess Professor für Mathematik an der Northwestern University. 2024 nahm er einen Ruf an das Institute for Advanced Study an.
Er befasst sich mit geometrischer Analysis und Differentialgeometrie mit Anwendungen in der Physik (Yang-Mills-Theorien, Einstein-Mannigfaltigkeiten), insbesondere der Entwicklung von Riemannschen Mannigfaltigkeiten unter Ricci-Fluss und mittlerem Krümmungsfluss (mean curvature flow) und damit verbundenen Regularitätsfragen. Ein Hauptproblem bei dem Beweis der Poincaré-Vermutung durch Grigori Perelman waren die Singularitäten des Ricci-Flusses. In seiner Dissertation erweiterte er die Untersuchung von den bei Perelman untersuchten drei Dimensionen auf vier und mehr (bei beschränkter nicht-negativer Krümmung) und untersuchte schrumpfende Solitonen-Lösungen. Mit Gang Tian untersuchte er die geometrische Struktur kollabierender n-dimensionaler Riemannscher Mannigfaltigkeiten mit gleichmäßig beschränkter Schnittkrümmung und insbesondere, dass sich in vier und weniger Dimensionen eine glatte Orbifold-Struktur ergibt außerhalb einer endlichen Anzahl von Punkten. Beim Ricci-Fluss gelangen ihm 2015 mit Robert Haslhofer durch Einbettung in die Untersuchung der unendlich-dimensionalen stochastischen analytischen Struktur neue Abschätzungen und eine Definition schwacher Lösungen auch für den nicht-stetigen Fall zu finden.
2014 war er Sloan Fellow und eingeladener Sprecher auf dem Internationalen Mathematikerkongress in Seoul (The structure and meaning of Ricci curvature). Für 2018 erhielt er den New Horizon in Mathematics Prize. Für 2023 wurde ihm der Fermat-Preis zugesprochen. 2024 wurde Naber zum Mitglied der National Academy of Sciences gewählt.

## Schriften (Auswahl)
- mit Gang Tian: Geometric structure of collapsing Riemannian Manifolds, Teil 1, Arxiv 2008, Teil 2, Arxiv 2009 (N*-bundles and Almost Ricci Flat Spaces)
- mit Jeff Cheeger: Lower Bounds on Ricci Curvature and Quantitative Behavior of Singular Sets, Inventiones Math., Band 191, 2013, S. 321–339. Arxiv 2011
- Characterizations of Bounded Ricci Curvature on Smooth and NonSmooth Spaces, Arxiv 2013.
- mit Jeff Cheeger: Einstein Manifolds and the Codimension Four Conjecture, Annals of Mathematics, Band 182, 2014, S. 1093–1165, Arxiv
- mit Tobias Colding: Sharp Hölder continuity of tangent cones for spaces with a lower Ricci curvature bound and applications, Annals of Mathematics, Band 176, 2012, S. 1173–1229. Arxiv 2011
- mit Daniele Valtorta: Rectifiable-Reifenberg and the regularity of stationary and minimizing harmonic maps, Annals of Mathematics, Band 185, 2017, S. 131–227.
- mit Robert Haslhofer: Ricci Curvature and Bochner Formulas for Martingales, Arxiv 2016
- mit Wenshuai Jiang: L2 Curvature Bounds on Manifolds with Bounded Ricci Curvature, Arxiv 2016
- mit Daniele Valtorta: Energy identity for stationary Yang-Mills, Arxiv 2016